# Jarvis Landry
Pour les articles homonymes, voir Landry.
(en) Statistiques sur pro-football-reference
Jarvis Charles Landry, né le 28 novembre 1992 à Convent, est un sportif professionnel américain de football américain, actuellement agent libre.
Il a joué au poste de wide receiver dans la National Football League (NFL), pour les franchises des Dolphins de Miami (2014-2017), des Browns de Cleveland (2018–2021) et des Saints de La Nouvelle-Orléans (2022).
Au niveau universitaire, il a joué pendant trois saisons dans la NCAA Division I FBS pour les Tigers de l'université d'État de Louisiane avant d'être sélectionné par les Dolphins de Miami lors de la draft 2014 de la NFL.
Il a été sélectionné au Pro Bowl à cinq reprises.

## Biographie

### Jeunesse
Landry étudie au Lycée Luchter (en) de Lutcher en Louisiane où il pratique l'athlétisme, le football américain et le basket-ball.
Lors de sa dernière saison, il effectue 51 réceptions pour un gain total de 716 yards et 11 touchdowns et, sur sa carrière au lycée, totalise 241 réceptions pour un gain de 3 902 yards et 50 touchdowns auxquels il faut ajouter 875 yards et 14 touchdowns à la course.
Landry est considéré comme une recrue cinq étoiles selon Rivals.com et est classé 4e meilleur receveur lycéen du pays.
En athlétisme, il concourt au saut en longueur avec une meilleure performance à 6,07 mètres en 2009.

### Carrière universitaire
Il intègre l'Université d'État de Louisiane et y joue pour les Tigers de LSU entre 2011 et 2013 sous les ordres de l'entraîneur principal Les Miles (en),.
Jumelé à Odell Beckham Jr. dès sa deuxième saison, les deux joueurs forment en 2013, une des paires de receveurs les plus prolifiques du football universitaire,.
Landry est sélectionné dans la seconde équipe de la Southeastern Conference (SEC) en 2013.
Il décide ensuite de faire l'impasse sur sa saison senior pour se présenter à la draft,.

### Carrière professionnelle
Lanndry est sélectionné par la franchise des Dolphins de Miami en 63e choix global lors du deuxième tour de la draft 2014 de la NFL.
Il est le 12e wide receiver à y être choisi et complète l'escouade des wide receivers de Miami composée de Mike Wallace (en), Rishard Matthews (en), Brian Hartline (en) et Brandon Gibson (en).
| Taille               | Poids          | Bras           | Main           | Sprint   | Sprint   | Sprint   | Shuttle 20 yards | 3 cones drill | Détente        | Détente            | Développé couché | Test Wonderlic |
| Taille               | Poids          | Bras           | Main           | 40 yards | 10 yards | 20 yards | Shuttle 20 yards | 3 cones drill | verticale      | horizontale        | Développé couché | Test Wonderlic |
| 1,82 m (5 ft 11½ in) | 93 kg (205 lb) | 81 cm (31¾ in) | 26 cm (10¼ in) | 4,77 s   | 1,73 s   | 2,84 s   | 4,59 s           | 7,56 s        | 72 cm (28½ in) | 2,79 m (9 ft 2 in) | 12 reps          | -              |

#### Dolphins de Miami (2014-2017)
Landry inscrit son premier touchdown professionnel en 6e semaine contre les Packers de Green Bay le 12 octobre 2014. Il termine sa saison rookie avec 758 yards et cinq touchdowns en 84 réceptions (record de la franchise au nombre de réceptions réussies par un débutant) auxquels il faut ajouter 1 158 yards gagnés à la suite de retours de punts et de kickoffs.
Le 13 septembre 2015, lors du match contre les Redskins de Washington, Landry inscrit son premier touchdown sur retour de punt professionnel en retournant le punt de Tress Way sur 69 yards en 10 secondes tout en évitant quatre plaquages. Il devient le premier joueur des Dolphins à atteindre les 100 réceptions et les 1000 yards gagnés en réception sur une saison. Avec 110 réceptions en fin de saison, il bat le record de la franchise du nombre de réception réussies sur une saison détenu auparavant par O. J. McDuffie (en). Landry est désigné MVP des Dolphins en compagnie de son coéquipier Pro Bowler Reshad Jones et participe à son premier Pro Bowl en remplacement du blessé Antonio Brown. Ses 194 réceptions réussies lors de ses deux premières saisons ont été un record en NFL avant que celui-ci soit battu en 2017 par Michael Thomas des Saints. Landry est classé au 98e rang du top 100 des meilleurs joueurs de la saison NFL 2015 (en) par ses pairs.
Landry réalise une autre saison solide en 2016, réussissant 94 réceptions pour un gain de 1136 yards et quatre touchdowns. Avec 612 yards gagnés sur la saison après réception, il se classe 2e des wide receivers dans cette statistique. Il aide les Dolphins à se qualifier pour la phase finale pour la première fois depuis la saison 2008 mais ne peut éviter la défaite 12 à 32 lors du tour préliminaire (wild card) contre les Steelers malgré ses 11 réceptions et 102 yards. Landry est ensuite sélectionné pour son second Pro Bowl et est classé 42e du top 100 des meilleurs joueurs de la saison 2016 par ses pairs.
La saison 2017 de Landry est également remarquable. En 9e semaine, il bat le record de réceptions réussies lors des quatre premières saisons dans la NFL. Il inscrit un touchdown lors de six des sept matchs situés entre la 5e et la 11e semaine et termine la saison avec un bilan de 112 réceptions pour un gain cumulé de 987 yards et neuf touchdowns. Il est le meilleur receveur de la ligue au nombre de réceptions, est sélectionné pour son troisième Pro Bowl consécutif et est classé 52e du top 100 des meilleurs joueurs de la saison 2017.

#### Browns de Cleveland (2018-2021)
En 2018, les Dolphins posent un tag de franchise sur Landry, mais néanmoins, il est échangé plus tard aux Browns de Cleveland contre deux sélections de draft, soit un choix de quatrième tour pour celle de 2018 et un choix de septième tour pour celle de 2019. Il signe ensuite un contrat de 5 ans pour 75,5 millions de dollars avec les Browns.
Au cours de sa première saison pour les Browns, Landry va gagner au moins 100 yards lors de quatre matchs de la saison régulière. Le 7 octobre, il effectue sa 427e réception professionnelle, dépassant le record de  Larry Fitzgerald du plus grand nombre de réceptions au cours des cinq premières années dans la NFL. Il termine meilleur receveur de son équipe avec 81 réceptions, gagnant 976 yards et inscrivant quatre touchdowns. Il est sélectionné pour son quatrième Pro Bowl consécutif,.
Lors du 4e match de la saison 2019 contre les Ravens, Landry doit quitter le jeu à la suite d'une commotion. En 11e semaine, contre les Steelers, il effectue sa 529e réception battant le record détenu par DeAndre Hopkins du plus grand nombre de réceptions au cours des six premières saisons dans la NFL. Il termine avec un bilan de 84 réceptions, 1 174 yards (meilleure performance de sa carrière) et six touchdowns. Il est sélectionné pour son 6e Pro Bowl consécutif,. Le 20 février 2020, il est annoncé que Landry avait subi une chirurgie de la hanche. Il a avoué que la blessure l'avait dérangé lors de la saison 2019 malgré ses efforts de réadaptation.
Il est cependant rétabli pour le début de saison 2020 et lors du match en 4e semaine contre les Cowboys de Dallas, après avoir effectué cinq réceptions pour un gain de 48 yards, il est amené à tenter une passe vers son ami Odell Beckham Jr. qui réussit à inscrire un touchdown de 37 yards. En 16e semaine, Landry manque son premier match professionnel à la suite d'un contact rapproché avec une personne testée positive au Covid-19.
Les Dolphins sont qualifiés pour la phase finale et gagnent 48 à 37 en tour de wild card contre les Steelers, Landry enregistrant cinq réceptions pour un gain de 92 yards et un touchdown. Ils perdent néanmoins, 17 à 22 contre les Chiefs lors du tour de division, Landry ayant effectué sept réceptions pour un gain de 28 yards et un touchdown. Considéré comme indispensable à l'équipe dirigée par Kevin Stefanski, il totalise en 17 matchs, 5 touchdowns en réception, un supplémentaire à la course auxquels il faut ajouter celui offert par une passe à Odell Beckham Jr.
Landry subit une entorse du genou lors du match en 2e semaine de la saison 2021 et est placé sur la liste des réservistes le 21 septembre. Il est réactivé le 21 octobre mais est finalement libéré le 14 mars 2022 par les Browns.

#### Saints de La Nouvelle-Orléans (2022)
Le 13 mai 2022, Landry signe un contrat d'un an avec les Saints de La Nouvelle-Orléans.
Il commence la saison avec 7 réceptions pour un gain de 114 yards lors de la victoire 27 à 26 contre les Falcons d'Atlanta
Le 22 décembre 2022, les Saints placent Landry sur la liste des blessés jusqu'en fin de saison à la suite d'une blessure à la cheville. Il totalise alors 25 réceptions pour 225 yards et un touchdown en neuf matchs.

#### Jaguars de Jacksonville
Le 29 avril 2024, l'agent de Landry confirme que le joueur est en bonne santé et qu'il va rejoindre le camp des rookies des Jaguars.

## Statistiques

### Universitaires
| Année       | Équipe        | Statut      | MJ |     | Passes réceptionnées | Passes réceptionnées | Passes réceptionnées | Passes réceptionnées |       | Courses | Courses | Courses | Courses |  | Fumbles | Fumbles |
| Année       | Équipe        | Statut      | MJ | Nb. | Yards                | Moy.                 | TD                   | Nb.                  | Yards | Moy.    | TD      | Nb.     | Perdus  |  |         |         |
| 2011        | Tigers de LSU | Fr.         | 14 | 04  | 043                  | 10,8                 | 0                    | -                    | -     | -       | -       | 0       | 0       |  |         |         |
| 2012        | Tigers de LSU | So.         | 13 | 56  | 0573                 | 10,2                 | 05                   | -                    | -     | -       | -       | 0       | 0       |  |         |         |
| 2013        | Tigers de LSU | Jr.         | 13 | 77  | 1 193                | 15,5                 | 10                   | -                    | -     | -       | -       | 0       | 0       |  |         |         |
| Totaux NCAA | Totaux NCAA   | Totaux NCAA | 40 | 137 | 1 809                | 13,2                 | 15                   | -                    | -     | -       | -       | 0       | 0       |  |         |         |

### Professionnelles
| Année                      | Équipe                        | MJ  |     | Passes réceptionnées | Passes réceptionnées | Passes réceptionnées | Passes réceptionnées |       | Courses | Courses | Courses | Courses |  | Fumbles | Fumbles |
| Année                      | Équipe                        | MJ  | Nb. | Yards                | Moy.                 | TD                   | Nb.                  | Yards | Moy.    | TD      | Nb.     | Perdus  |  |         |         |
| 2014                       | Dolphins de Miami             | 16  | 084 | 0 758                | 09,0                 | 5                    | 02                   | -04   | -2,0    | 0       | 7       | 4       |  |         |         |
| 2015                       | Dolphins de Miami             | 16  | 110 | 1 157                | 10,5                 | 4                    | 18                   | 113   | 06,3    | 1       | 1       | 0       |  |         |         |
| 2016                       | Dolphins de Miami             | 16  | 094 | 1 136                | 12,1                 | 4                    | 05                   | 017   | 03,4    | 0       | 2       | 2       |  |         |         |
| 2017                       | Dolphins de Miami             | 16  | 112 | 0 987                | 08,8                 | 9                    | 01                   | -07   | -7,0    | 0       | 4       | 2       |  |         |         |
| 2018                       | Browns de Cleveland           | 16  | 081 | 0 976                | 12,0                 | 4                    | 03                   | 060   | 20,0    | 1       | 1       | 1       |  |         |         |
| 2019                       | Browns de Cleveland           | 16  | 083 | 1 174                | 14,1                 | 6                    | 01                   | 010   | 10,0    | 0       | 0       | 0       |  |         |         |
| 2020                       | Browns de Cleveland           | 15  | 072 | 0 840                | 11,7                 | 3                    | 04                   | 010   | 02,5    | 1       | 2       | 0       |  |         |         |
| 2021                       | Browns de Cleveland           | 12  | 052 | 0 570                | 11,0                 | 2                    | 05                   | 034   | 06,8    | 2       | 3       | 2       |  |         |         |
| 2022                       | Saints de La Nouvelle-Orléans | 09  | 025 | 0 272                | 10,9                 | 1                    | 0                    | 0     | 00,0    | 0       | 1       | 0       |  |         |         |
| Totaux Dolphins de Miami   | Totaux Dolphins de Miami      | 64  | 400 | 4 038                | 10,1                 | 22                   | 26                   | 119   | 4,6     | 1       | 14      | 8       |  |         |         |
| Totaux Browns de Cleveland | Totaux Browns de Cleveland    | 69  | 191 | 3 560                | 12,4                 | 15                   | 14                   | 120   | 8,6     | 4       | 06      | 3       |  |         |         |
| Totaux en carrière NFL     | Totaux en carrière NFL        | 132 | 713 | 7 870                | 11,0                 | 38                   | 39                   | 233   | 6,0     | 5       | 21      | 11      |  |         |         |

| Année | Équipe              | MJ |     | Passes réceptionnées | Passes réceptionnées | Passes réceptionnées | Passes réceptionnées |       | Courses | Courses | Courses | Courses |  | Fumbles | Fumbles |
| Année | Équipe              | MJ | Nb. | Yards                | Moy.                 | TD                   | Nb.                  | Yards | Moy.    | TD      | Nb.     | Perdus  |  |         |         |
| 2016  | Dolphins de Miami   | 1  | 11  | 102                  | 9,3                  | 0                    | -                    | -     | -       | 0       | 0       | 0       |  |         |         |
| 2020  | Browns de Cleveland | 2  | 12  | 112                  | 9,3                  | 0                    | -                    | -     | -       | 0       | 0       | 0       |  |         |         |

## Vie privée
Le frère ainé de landry, Gérard, a joué au poste de wide receiver pour les Jaguars de Southern (en) à Baton Rouge au sein de la NCAA Division I FCS. Jarvis est également le cousin du defensive lineman Glenn Dorsey, ancien joueur de LSU ainsi que des Chiefs et des 49ers en NFL. Il est également un des meilleurs amis d'Odell Beckham Jr., joueur des Rams qu'il a côtoyé à LSU.
Il apparaît dans l'épisode 1 de la saison 2 de la série Ballers en interprétant son propre rôle.
Le 18 mars 2021, Landry annonce avoir conclu un partenariat avec Air Jordan.

## Identité visuelle

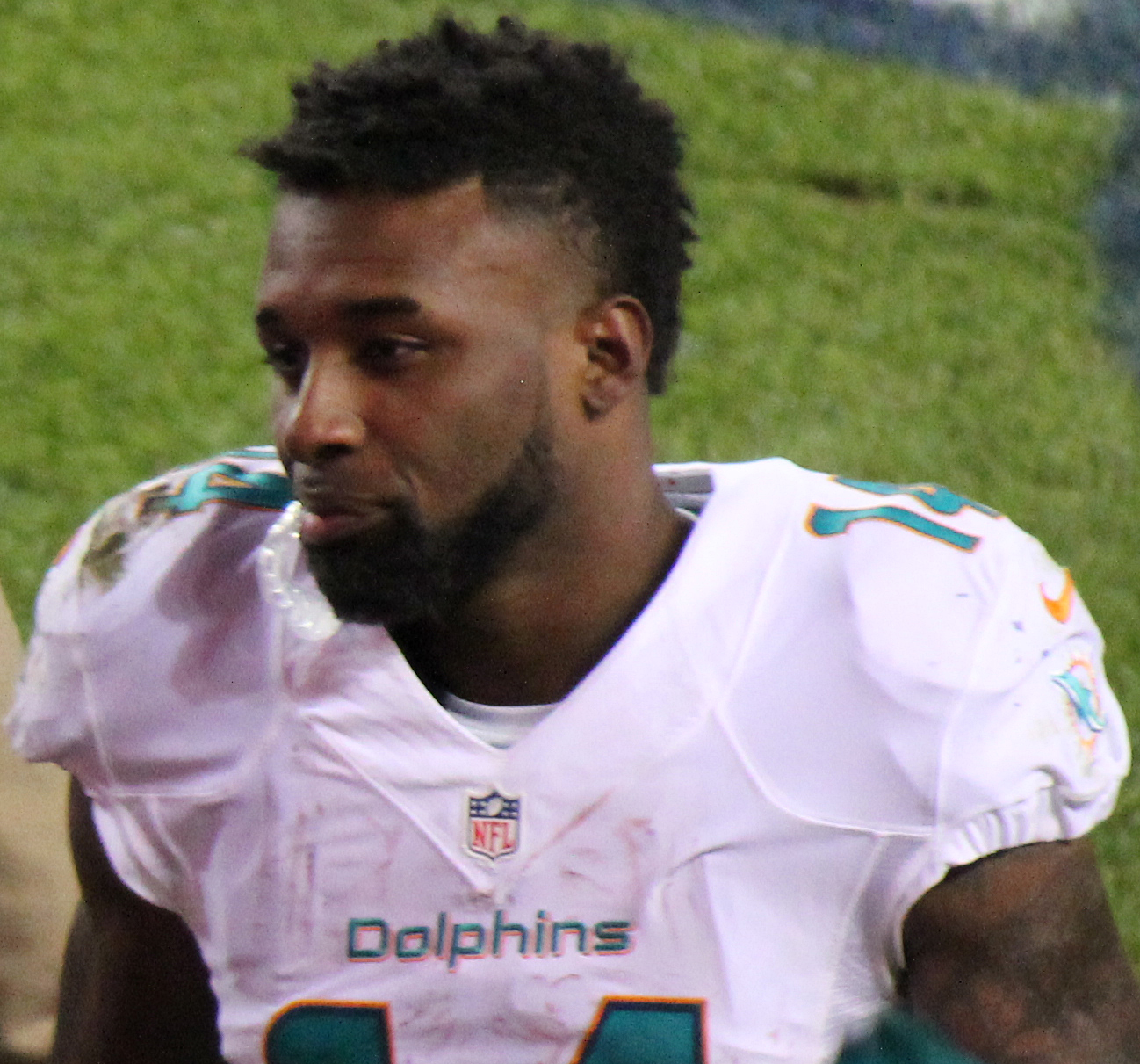
Avec les Dolphins en 2014.
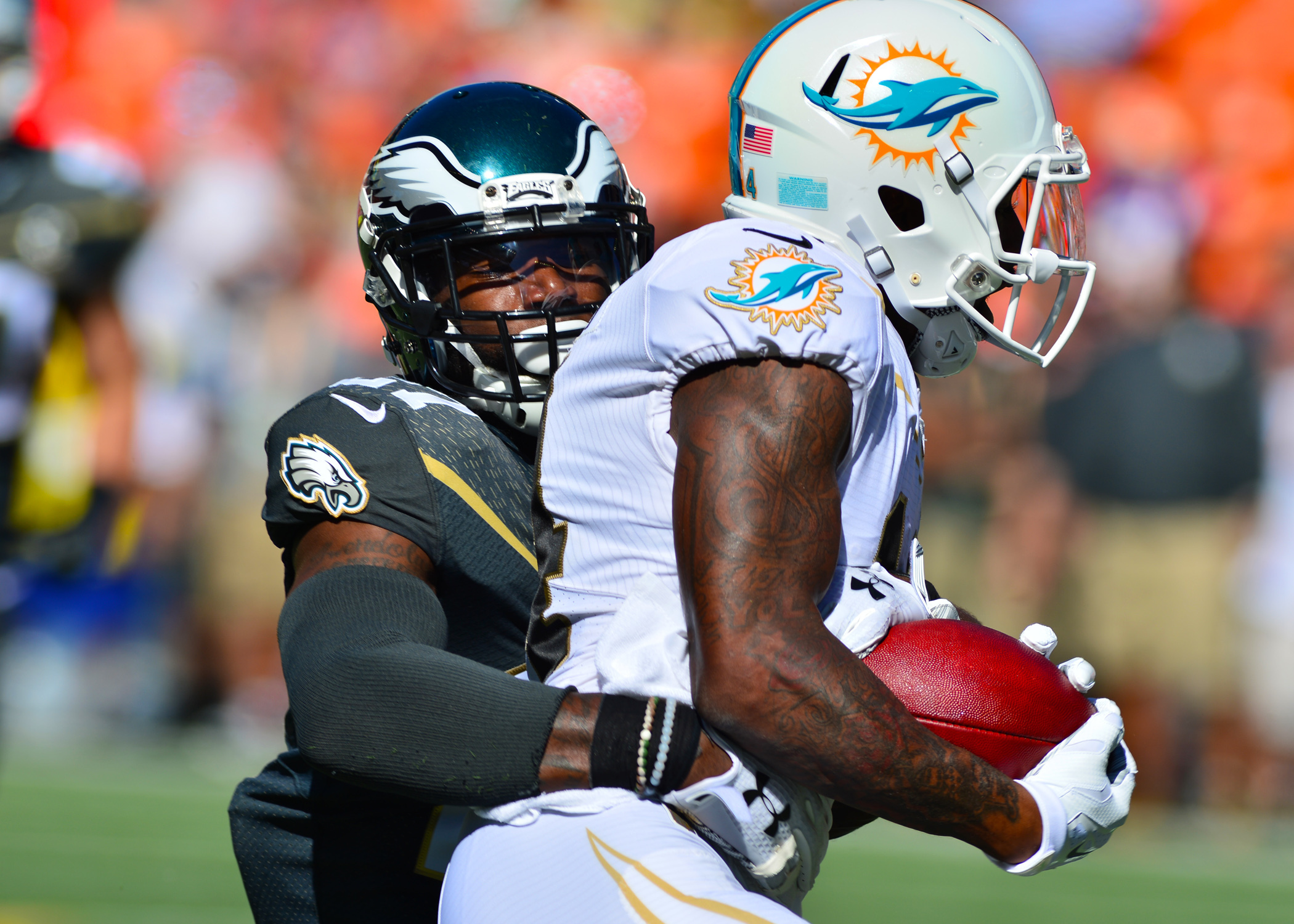
Plaqué par Malcolm Jenkins lors du Pro Bowl 2016.
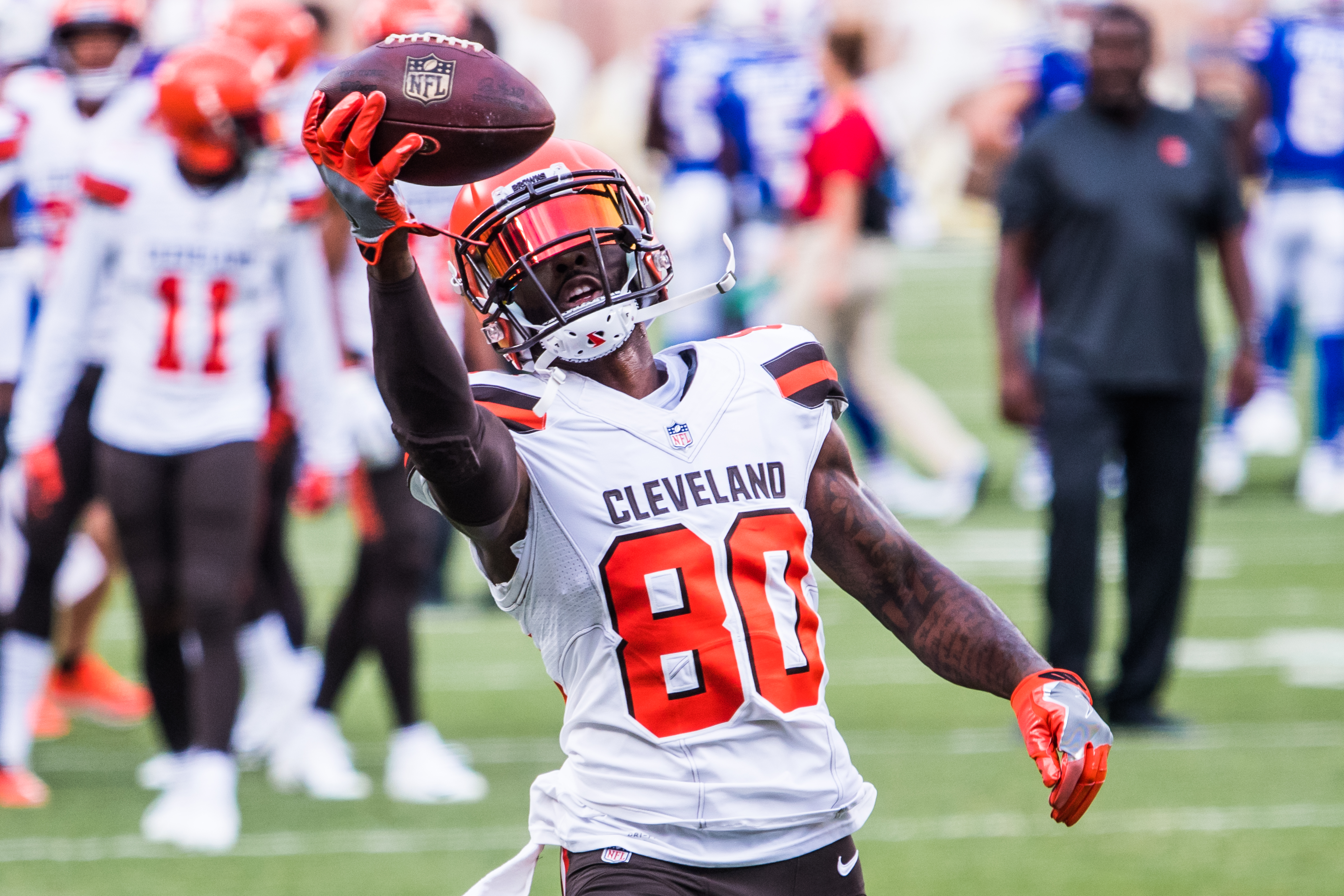
Réception à une main lors d'un échauffement en août 2018.
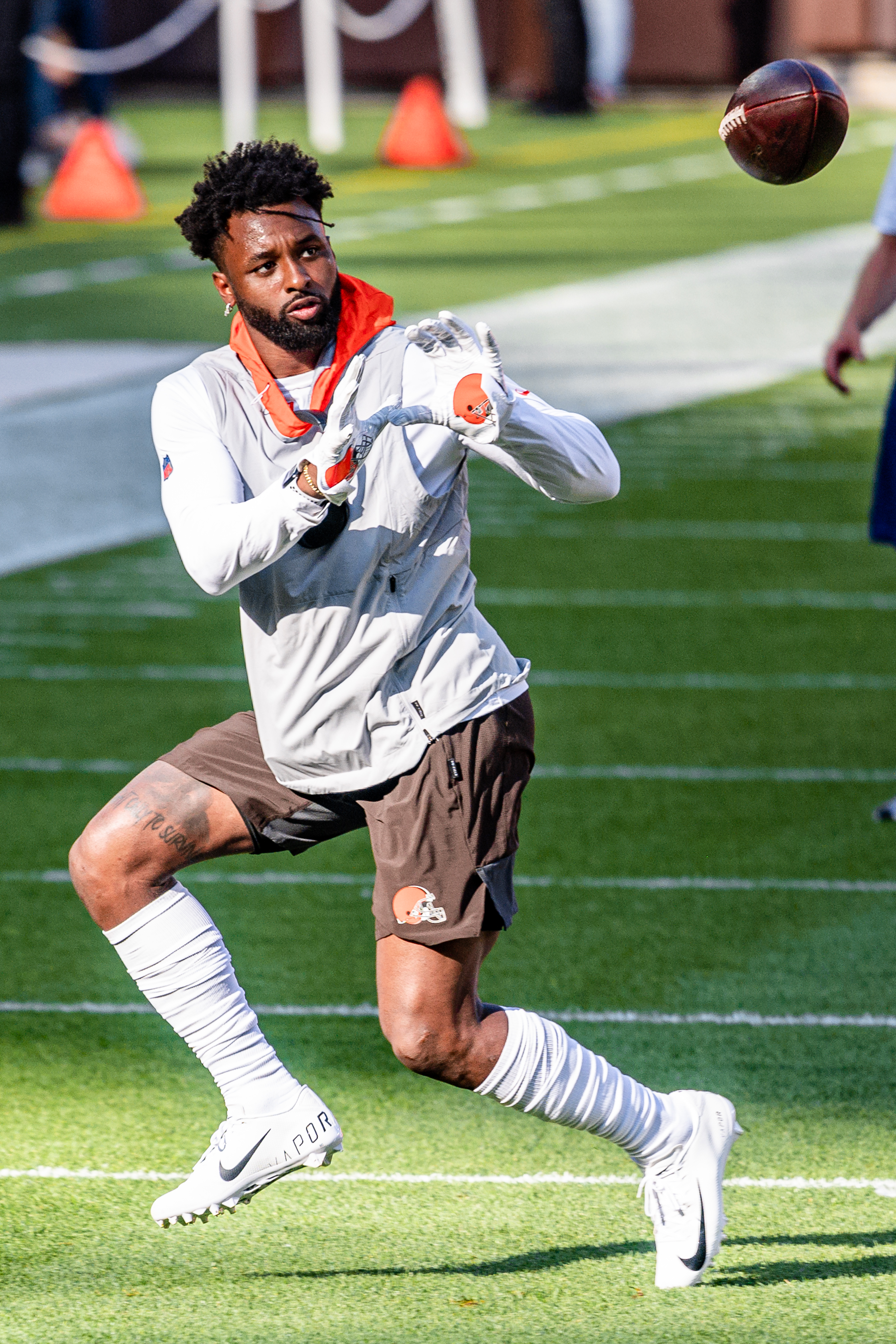
Avec les Browns de Cleveland en 2019.
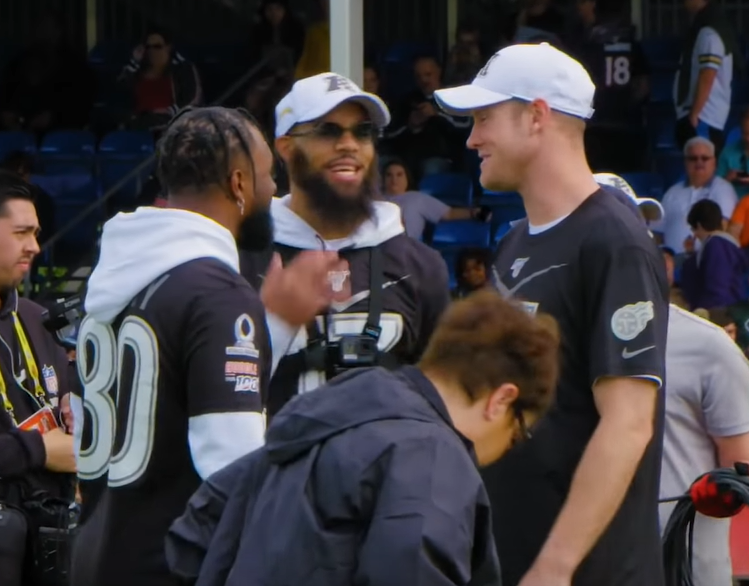
Avec Keenan Allen (au milieu) et le quarterback Ryan Tannehill (à droite) au Pro Bowl 2020.
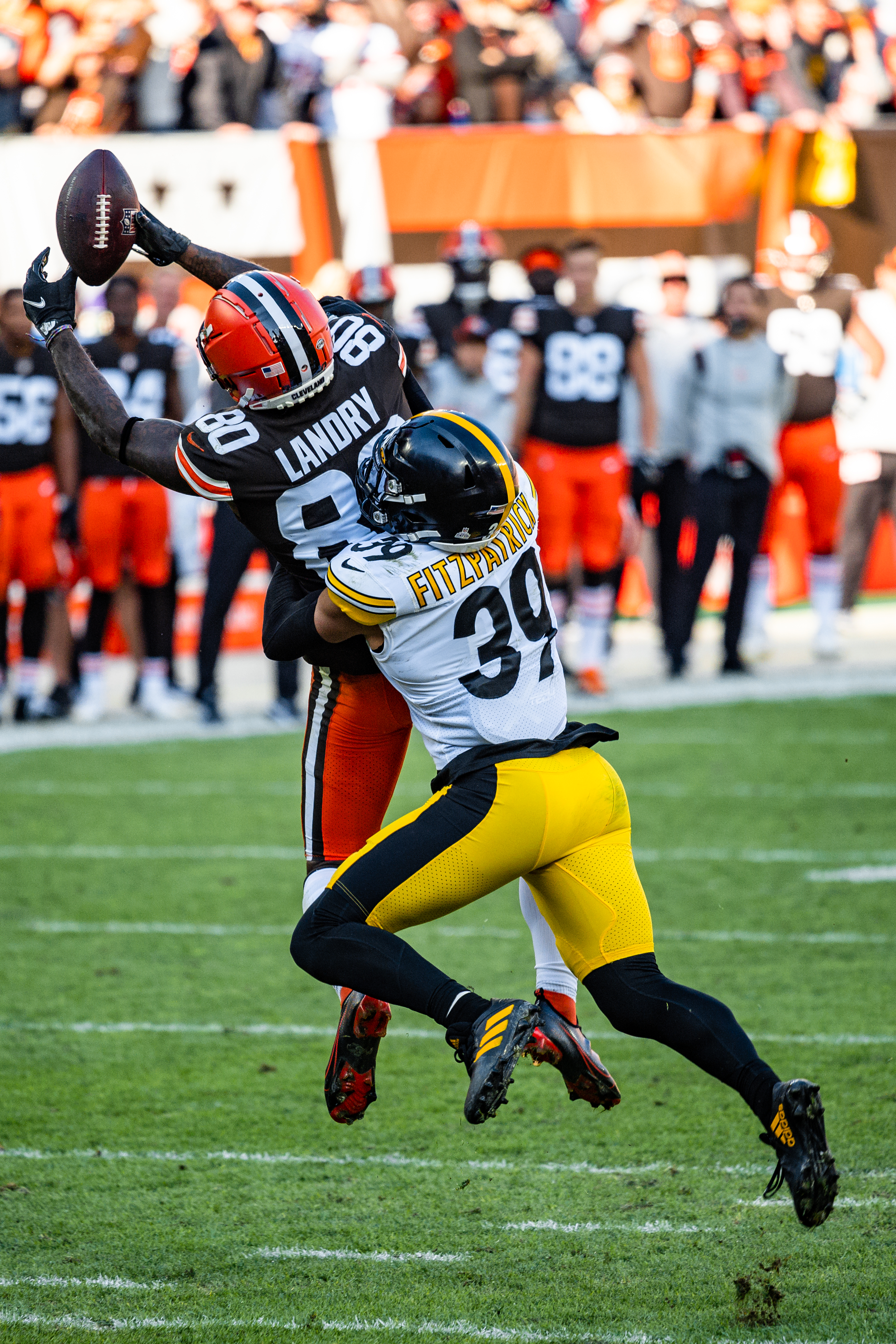
Contre les Steelers de Pittsburgh en 2021.